# Sieversdorf-Hohenofen
Sieversdorf-Hohenofen è un comune di 694 abitanti del Brandeburgo, in Germania.

Appartiene al circondario dell'Ostprignitz-Ruppin ed è amministrato dall'Amt Neustadt (Dosse).

## Geografia antropica

### Suddivisioni amministrative
Il territorio comunale comprende due centri abitati, tuttavia privi dello status ufficiale di frazione:
- Hohenofen
- Sieversdorf

## Società

### Evoluzione demografica
| Anno | Abitanti |
| ---- | -------- |
| 1875 | 2 070    |
| 1890 | 1 899    |
| 1910 | 1 589    |
| 1925 | 1 542    |
| 1933 | 1 468    |
| 1939 | 1 433    |
| 1946 | 2 043    |
| 1950 | 2 037    |
| 1964 | 1 427    |
| 1971 | 1 335    |

| Anno | Abitanti |
| ---- | -------- |
| 1981 | 1 129    |
| 1985 | 1 086    |
| 1989 | 1 052    |
| 1990 | 1 030    |
| 1991 | 993      |
| 1992 | 968      |
| 1993 | 947      |
| 1994 | 935      |
| 1995 | 933      |
| 1996 | 1 001    |

| Anno | Abitanti |
| ---- | -------- |
| 1997 | 928      |
| 1998 | 915      |
| 1999 | 921      |
| 2000 | 903      |
| 2001 | 894      |
| 2002 | 908      |
| 2003 | 896      |
| 2004 | 891      |
| 2005 | 869      |
| 2006 | 843      |

| Anno | Abitanti |
| ---- | -------- |
| 2007 | 856      |
| 2008 | 846      |
| 2009 | 821      |
| 2010 | 813      |
| 2011 | 756      |
| 2012 | 742      |
| 2013 | 718      |